# Perczel Sári
Perczel Sári, Perczel Sarolta Alojzia Irén Mária (Kaposvár, 1883. augusztus 5. – 1946 után) színésznő, okleveles népiskolai énektanítónő.

## Életútja
Perczel Ákos táblabíró, királyi ügyész és Tevely Ilona leányaként született, 1883. augusztus 15-én keresztelték. A kaposvári államilag segélyezett községi polgári leányiskola (Zrínyi Ilona Polgári Leányiskola) tanulója volt. 1906-ban mint állandó helyettes okleveles tanítónőt a kaposvári állami elemi népiskolához nevezte ki a vallás- és közoktatásügyi miniszter.
Mint fővárosi tanítónő lépett a színipályára. 1911-ben Rákosi Szidi színésziskolájának egyik legkiválóbb növendéke volt. 1912. szeptember 4-én mutatkozott be a Király Színházban, a Limonádé ezredes Lenke szerepében, midőn pompás játékával és szépen csengő hangjával sikert aratott. A Limonádé ezredes táblás házai miatt alig egy hónapos színpadi sikerek után ő kapta meg az Éva címszerepét, majd a Cigányprímás Juliskáját. A Király Színház híres bécsi vendégszereplésekor pedig a felújításban ő játszotta a Leányvásár Lucyjét és a János vitéz Iluskáját is és bájos egyéniségével, gyönyörű énekével, elragadó játékával a bécsieket is egy csapásra meghódította. A 200. Leányvásár, a 400. János vitéz és a Király Színház tízéves jubileumi előadása is mind szaporították Perczel Sári nagy, elismert sikereinek számát. Hasonlóképpen szenzációsak voltak vidéki vendégszereplései is. Debrecenben az Éva második felvonásközét teljesen áttapsolták, és fellépéseit mindenütt meg kellett hosszabbítani. Később Thomann Istvánné és Lind Marcella tanítványa lett. Adott önálló hangversenyeket itthon és külföldön Bécsben,
Moszkvában, Szentpéterváron és Hamburgban. 
1913. július 2-án Budapesten, a Józsefvárosban házasságra lépett a 11 évvel idősebb nyirjesi Létay Gusztáv Jenővel, a Magyar Általános Hitelbank cégvezetőjével és lelépett a pályáról. Ezután még sűrűn fellépett koncerteken és jótékony célú előadásokon.
1932-ben énektanítóvá nevezték ki. 1939-ben a Magyar Élet Pártja képviselőjelöltje volt. Az 53. sz. létszámcsökkentő bizottság 1946-ban mindennemű ellátás, vagy a szolgálat alapján támasztható igény kizárásával elbocsátotta állásából.